# Andrej Hlinka
Andrej Hlinka (Černová, entonces en el Imperio austrohúngaro, 27 de septiembre de 1864-Ružomberok, 16 de agosto de  1938) fue un político eslovaco y sacerdote católico, uno de los más importantes activistas eslovacos en la Checoslovaquia de entreguerras, dirigente hasta su muerte del Partido Popular Eslovaco, caballero papal (desde 1924), protonotario apostólico (desde 1927), miembro de la Asamblea Nacional de Checoslovaquia (Parlamento) y presidente de la Agrupación de San Vojtech (editorial de libros religiosos).

## Biografía

### Primeros años

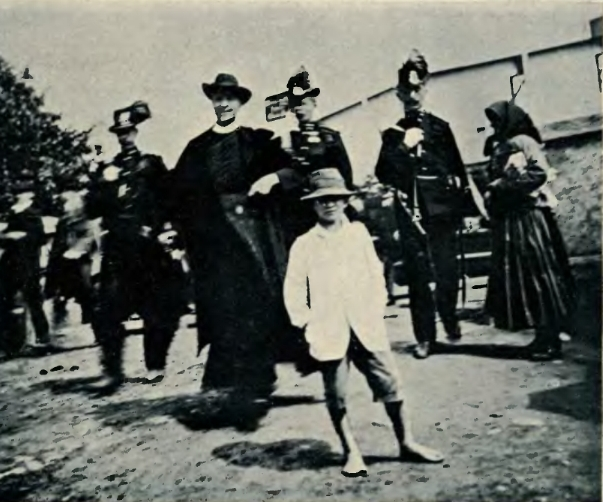
Arresto del padre Andrej Hlinka por autoridades austrohúngaras.

Hlinka se graduó en teología en Spišská Kapitula (Szepeskáptalan) y fue ordenado sacerdote en 1889. Sus opiniones políticas eran las de un defensor acérrimo de la moral católica contra las tendencias laicas asociadas al liberalismo económico y político del Reino de Hungría de finales del siglo xix y comienzos del xx. Esta era también la postura del Partido Popular de Hungría, dirigido por el conde Zichy, así que Hlinka decidió afiliarse a este partido. Más tarde, cuando vio que el partido no prestaba ninguna atención a las peticiones de los nacionalistas de las minorías, fundó el Partido Popular Eslovaco junto con František Skyčák en 1912. Su apoyo a las reivindicaciones nacionalistas eslovacas se enfrentaban a las opiniones opuestas de la jerarquía eclesiástica así como con el régimen húngaro, que estaba llevando a cabo una intensa campaña de magiarización de las minorías (integración forzada en la cultura magiar), así que Hlinka fue perseguido por ambos. El Gobierno le envió a prisión (1907) y la Iglesia le suspendió de sus funciones. Pasó tres años y medio en las prisiones húngaras. Hlinka defendió que los eslovacos debían separarse del Reino de Hungría y se unió al Consejo Nacional Eslovaco.

### La creación de Checoslovaquia
Firmó también la declaración de Martin de 30 de octubre de  1918, en la que políticos eslovacos expresaban su voluntad de unirse políticamente con la nación checa. El propio Hlinka declaró:

Es hora de actuar. Debemos decidir si en futuro nos hallaremos junto a los húngaros o junto a los checos. ¡Declarémonos abiertamente a favor de la orientación checoslovaca! Nuestro matrimonio milenario con los magiares ha fracasado. ¡Debemos separarnos!

Dos días antes, se había proclamado la república checoslovaca en Praga, acontecimiento que los firmantes desconocían. Los detalles de la unión no se definían en la declaración. El 19 de diciembre, fundó el Partido Popular Eslovaco (Slovenská ľudová strana, SĽS), formación nacionalista eslovaca opuesta al centralismo y liberalismo del nuevo Gobierno checoslovaco. Rechazaba que eslovacos y checos perteneciesen a la misma nación, y abogaba por una amplia autonomía. Los eslovacos se dividieron entre centralistas y autonomistas.
A finales de marzo de 1919, se reunió con una delegación de emigrantes de EE. UU. que le informaron del Acuerdo de Pittsburgh del 31 de mayo de 1918 entre organizaciones de emigrantes checos y eslovacos y que ayudó a redactar y firmó el presidente Masaryk. En ella se afirmaba que, en el nuevo Estado checoslovaco, Eslovaquia gozaría de una amplia autonomía (parlamento propio, idioma oficial, tribunales...). Hlinka de inmediato decidió que este documento fuese la base de la organización administrativa eslovaca en el nuevo Estado y renegó del carácter unitario de la declaración de Martin.
En agosto, decidió presentarse ante la Conferencia de Paz para defender la autonomía eslovaca. Sin permiso del Gobierno provisional checoslovaco y del grupo parlamentario eslovaco (controlado por el centralista Šrobár), consiguió alcanzar París en secreto gracias a la ayuda del Gobierno polaco de Piłsudski, que le proporcionó pasaportes con nombre falso.
Habiéndose firmado el Tratado de Saint-Germain-en-Laye diez días antes de su llegada en septiembre de 1919, su intento de influir en los representantes allí reunidos para que mantuviesen la unión de Eslovaquia con Hungría, dando razones geográficas y religiosas (la mayoría de los eslovacos eran católicos como los húngaros, mientras que abundaban los checos protestantes) según un miembro de la delegación estadounidense, fracasó. Como mínimo, solicitó (de nuevo sin éxito) la inclusión de garantías de autonomía para Eslovaquia dentro del tratado. Avisados por la delegación checoslovaca de la situación irregular de los eslovacos, la policía expulsó a Hlinka y sus colegas los diez días después de llegar.
A su regreso de París, se le privó de la inmunidad parlamentaria por haber realizado el viaje sin consentimiento y a los pocos días fue arrestado por las autoridades checoslovacas (12 de octubre). Como no había infringido ninguna ley (la Constitución, centralista, se aprobó más adelante, en febrero de 1920), las autoridades acabaron liberándolo sin juicio. Salió de prisión el 18 de abril de 1920, tras obtener un escaño en las Cortes. La postura valiente de Hlinka al enfrentarse a las autoridades, a diferencia de sus compañeros de viaje que prefirieron huir al extranjero, le granjeó un apoyo popular en Eslovaquia que duró hasta su muerte y que pronto se mostró en las elecciones al Parlamento, donde resultó elegido a pesar de haber sido retenido en Praga para que no pudiera participar en la campaña electoral.

### Checoslovaquia
Durante la Primera República checoslovaca, Hlinka fue presidente del Partido Popular Eslovaco, (llamado Partido Popular Eslovaco de Hlinka desde 1925). El punto principal de su programa político era para conseguir la autonomía de Eslovaquia dentro de Checoslovaquia de acuerdo con el Acuerdo de Pittsburgh (1918) alcanzado entre organizaciones de los emigrantes checos y eslovacos en presencia de Tomáš Garrigue Masaryk. Masaryk, primer presidente de Checoslovaquia, intentó por varios medios desligarse del acuerdo. Privado de apoyo polaco y húngaro a las aspiraciones nacionalistas eslovacas, volvió a abogar por la autonomía dentro del Estado checoslovaco.
En los primeros años de la república, el partido de Hlinka mantuvo una alianza con el Partido Popular Checo, de parecida orientación católica y populista y formó parte del gobierno hasta finales de 1921, cuando el dirigente del Partido Popular Checo, entonces ministro de educación, se echó atrás en la promesa de devolver a los católicos los centros de enseñanza secundaria en Eslovaquia. Poco después, en 1922, el partido de Hlinka presentó el primer proyecto de autonomía para Eslovaquia, que fue ampliamente derrotado en el parlamento.
Hlinka mantuvo también conversaciones con Milan Hodža del Partido Agrario Eslovaco que no fructificaron por la insistencia de Hlinka de crear un Parlamento con capacidad legislativa para Eslovaquia.
Su partido volvió al gobierno a comienzos de 1927, tras serle prometido que el sistema de condados sería sustituido por provincias, como venía reclamando. Hlinka no formó parte del ejecutivo, sino que envió a dos delegados del partido (uno de ellos Jozef Tiso). La ley fue reformada el 14  de julio de 1927 con la oposición de los socialdemócratas y nacionalsocialistas, para rejocijo de Hlinka, que la declaró "el primer paso a la autonomía".
En 1929, decidió, en contra de una sección del partido, apoyar sin fisuras a Vojtech Tuka, acusado de traición y espionaje militar. Condenado por ambos cargos, Hlinka retiró al partido del gobierno como protesta días de las elecciones e insistió en incluir a Tuka como candidato. El gesto fue un desastre para el partido que perdió 168 000 votos, aunque permaneció como el principal partido eslovaco.
El 8  de mayo de  1930 su partido presentó el segundo intento de reformar la estructura del estado y conceder la autonomía a Eslovaquia, que fue de nuevo derrotado. A partir de estas fechas el partido se fue radicalizando, aunque Hlinka conservó el control absoluto. En 1932, Hlinka declaró que "defendería la nación incluso a costa de la república checoslovaca", indicio del paulatino extremismo que iba calando en el partido.
Un informe secreto del cónsul polaco, que visitó a Hlinka a principios de 1933, indica que éste deseaba ya más que la autonomía para Eslovaquia, una federación de dos estados dentro de Checoslovaquia.
En febrero de 1938 recibió a una delegación del partido de los Sudetes de Konrad Henlein pero, dudando de la actitud de los nazis hacia la Iglesia católica, mantuvo las distancias, a diferencia del ala radical del partido.
En mayo de 1938, representantes de la emigración eslovaca en EE. UU. trajeron a Europa el documento original del acuerdo, para la celebración del vigésimo aniversario, y Hlinka, ante una multitud congregada en Bratislava (5 de junio de 1938) reclamó al gobierno el cumplimiento del mismo (según su interpretación) como había prometido el difunto presidente Masaryk. El 19 de agosto de 1938, tres días después de su muerte, su partido presentó la tercera proposición de ley para la autonomía eslovaca, que permaneció en un comité de estudio parlamentario.
Sin designar sucesor político para su partido, aunque inclinándose por el candidato extremista, a su fallecimiento se desencadenó una lucha entre los sectores más radicales (Sidor) y los más tradicionalistas del partido (Tiso).
Eslovaquia recibió la autonomía el 6 de octubre de 1938, solamente cuando las regiones fronterizas de Bohemia y Moravia habían sido ocupadas por Alemania. Esto sucedía menos que dos meses después de la muerte de Hlinka y veinte años después de la creación de Checoslovaquia.

## Hlinka, su partido y Núremberg
En los Juicios de Núremberg, un fiscal estadounidense describió el partido como "el semi-fascista y católico Partido Popular de monseñor Andrew Hlinka."
Su liderazgo se mostró fatídico. Su antipatía por la democracia y el "librepensamiento anticlerical checo" le convirtió en un peón clave para Hitler que trataba de desmembrar la república para absorber posteriormente sus territorios. Los fiscales de Núremberg acusaron a "la jefatura del partido del padre Hlinka" de estar a sueldo de los nacionalsocialistas. Hlinka murió en 1938, antes de poder comprobar que su actuación en la política checoslovaca ayudó a Hitler a comenzar la guerra.
El partido, a pesar de resultar el más votado en Eslovaquia en algunas elecciones, nunca contó con un respaldo claramente mayoritario entre la población y era claramente marginal en Checoslovaquia.

## El carácter de Hlinka
Político nato y capaz de arrastrar a la población campesina de la que había surgido, tenía poca capacidad de diálogo con posturas diferentes a las suyas. De limitada formación académica, mantuvo una actitud de gran respeto, a veces excesivo y equivocado, por personajes con una mayor formación cultural (František Jehlička). De gran valentía a la hora de defender sus ideas, era también terco y a veces dado a conceder su confianza a personajes dudosos (Vojtech Tuka).

## Opiniones sobre Hlinka después de su muerte
Durante la Primera República Eslovaca (1939-1945), Hlinka fue considerado un héroe nacional. En la Checoslovaquia comunista de la posguerra se le mostraba como un exponente del "fascismo" de entreguerras. Después de que la caída del comunismo, Hlinka volvió a convertirse en un personaje respetado, mayoritariamente en círculos nacionalistas y de organizaciones y partidos democristianos, mientras el resto de la sociedad eslovaca parece mayoritariamente indiferente a Hlinka. La imagen de Hlinka puede encontrarse en el billete eslovaco de mil coronas.
Actualmente hay un proposición de ley para declarar a Hlinka "padre de la patria."